# برایان کاکس (بازیگر)
برایان دنیس کاکس (به انگلیسی: Brian Denis Cox) (زادهٔ ۱ ژوئن ۱۹۴۶) بازیگر اسکاتلندی است. وی برای ایفای نقش خود در فیلم تلویزیونی نورنبرگ، موفق به دریافت جایزهٔ امی برای بهترین بازیگر مکمل مرد در مجموعهٔ کوتاه یا فیلم تلویزیونی شد. او در سال ۲۰۱۹ برای بازی در نقش لوگان روی در مجموعهٔ تلویزیونی وراثت جایزهٔ بهترین بازیگر مرد گلدن گلوب را دریافت کرد.
از فیلم‌های معروف او می‌توان به فیلم‌های ظهور سیاره میمون‌ها و آیرونکلاد اشاره کرد.

## گزیدهٔ نقش‌آفرینی‌ها
- آزادشده (۱۹۷۸)
- دادگاه جزا (۱۹۸۴–۱۹۷۶)
- شکارچی انسان (۱۹۸۶)
- دستور کار مخفی (۱۹۹۰)
- شارپ (۱۹۹۳)
- عزم راسخ (۱۹۹۴)
- راب روی (۱۹۹۵)
- بوسه طولانی شب‌بخیر (۱۹۹۶)
- ازجان‌گذشته (۱۹۹۸)
- مفسد (۱۹۹۹)
- به عشق مسابقه (۱۹۹۹)
- مرد منفی (۱۹۹۹)
- دیوانگی درباره رقص (۲۰۰۰)
- امور گردنبند (۲۰۰۱)
- شوت به افتخار (۲۰۰۲)
- هویت بورن (۲۰۰۲)
- ایکس ۲: مردان متحد (۲۰۰۳)
- تروآ (۲۰۰۴)
- برتری بورن (۲۰۰۴)
- رینگر (۲۰۰۵)
- دویدن با قیچی (۲۰۰۶)
- ترفند درمان (۲۰۰۷)
- زودیاک (۲۰۰۷)
- رد (۲۰۱۰)
- کوریولانوس (۲۰۱۱، در نقش مننیوس آگریپا)
- ظهور سیاره میمون‌ها (۲۰۱۱)
- آیرونکلاد (۲۰۱۱)
- ایمان (۲۰۱۳)
- رد ۲ (۲۰۱۳)
- ماینداسکیپ (۲۰۱۳)
- ناهنجاری (۲۰۱۴)
- افسانه‌های واهی (۲۰۱۷)
- متظاهران (۲۰۱۸)
- دختر زندانی (۲۰۲۲)